# Peter Snijders (judo)
Pour les articles homonymes, voir Peter Snijders.
Peter Snijders, né le 14 septembre 1943 à Eindhoven, est un judoka néerlandais. 
Il est le frère jumeau du judoka Jan Snijders.

## Palmarès international
| Année | Compétition           | Lieu           | Résultat | Catégorie         |
| ----- | --------------------- | -------------- | -------- | ----------------- |
| 1964  | Championnats d'Europe | Berlin         | 3e       | Moins de 80 kg    |
| 1965  | Championnats du monde | Rio de Janeiro | 3e       | Toutes catégories |
| 1966  | Championnats d'Europe | Luxembourg     | 1er      | Moins de 80 kg    |
| 1969  | Championnats d'Europe | Ostende        | 1er      | Moins de 93 kg    |
| 1971  | Championnats d'Europe | Göteborg       | 3e       | Moins de 93 kg    |